# دوبروتسه
دوبروتسه (به مجاری:  Döbröce) یک شهرداری در مجارستان است که در ناحیه زالاسنت‌گروت واقع شده‌است. دوبروتسه ۲٫۷۱ کیلومتر مربع مساحت و ۹۲ نفر جمعیت دارد.